# Sineke ten Horn
Gesina Harmanna Margaretha Maria (Sineke) ten Horn (Veendam, 4 juni 1951) is een Nederlands politica. Ten Horn was vanaf 12 juni 2007 tot 7 juni 2011 lid van de SP-fractie in de Eerste Kamer. Zij is zelfstandig onderzoeker en adviseur in de medische sociologie te Groningen. Eerder was zij bijzonder hoogleraar zorgmanagement en inspecteur van de Volksgezondheid.
- Parlement.com: vhjogfpxyluy